# Maniema
Maniema là một trong 11 đơn vị hành chính cấp tỉnh của Cộng hòa Dân chủ Congo. Tỉnh lị của nó là Kindu.

## Địa lý
Maniema giáp với tỉnh Kasai-Oriental ở phía tây, Orientale ở phía bắc, Bắc Kivu và Nam Kivu ở phía đông, và Katanga ở phía nam.

## Phân chia đơn vị hành chính
Maniema gồm thành phố Kindu và 7 vùng lãnh thổ